# Néző László
Néző László (Berkesz??, 1965. április 5.) újságíró, főszerkesztő, a Magyar Nemzet, majd a Mediaworks Hungary Zrt. tulajdonában lévő újságok és egyéb médiák központi főszerkesztője. Felelőssége valamennyi média központi tartalmára kiterjed.

## Élete
A nagykállói Korányi Frigyes Gimnáziumban érettségizett. Berkeszen volt tanár. 2005 óta jelentek meg írásai a Magyar Nemzetben, majd 2012-ig a Magyar Nemzet Online (MNO) főszerkesztője volt.
Ezt követően lett a Hír TV felelős szerkesztője, majd a Magyar Jelen főszerkesztő-helyettese.  Rendszeresen  megjelentek jegyzetei a Mandinerben.
2017-től a Veszprém Megyei Napló (Napló, a közbeszédben gyakran pontatlanul: Veszprém Megyei Napló) főszerkesztője volt.
2020-ban került be a Mediaworks Hungary Zrt. felső vezetésébe. A Mediaworks tulajdonában lévő több mint 100 média, TV és rádiók, országos és megyei, helyi napilap, hetilap, magazin és online újság központi főszerkesztőségének vezetője lett.

## Idézetek
Általában a kevésbé mérsékelt, szókimondóbb kormánypárti újságírók közé sorolják:
„A kormány vagy a Fidesz kommunikációja gyakorlatilag nem foglalkozott eddig Márki-Zayjal. Márpedig tudjuk azt, hogy milyen, ha elkezd egy normális, jól szervezett párt ellenségmenedzseléssel foglalkozni. Az azért tud hatni. Ott van Karácsony Gergely példája”
„Karácsony ugye nyírkarászi, elméletileg egy nyírségi gyerek, na most ha Nyírkarászban ezt nyíltan elmondaná, vagy Nyírkarászon megjelenne mondjuk a vasárnapi mise után, nem biztos, hogy további főpolgármesteri babérokra is pályázhatna, mert esetleg nekrológot kellene róla írni, mert a nyírkarásziakat ismerve, én mellette voltam, tanítottam a Berkesz nevű faluban, az Nyírkarász mellett van, úgyhogy ismerve őket nem biztos, hogy ezt nagyon eltűrnék.”

## Művei
- Sors, Kocsordi húsvét 1988. és Ha... című novellája In: A hetedik napra – Irodalmi és képzőművészeti antológia, Kelet-Magyarországi Szabadelvű Protestáns Kör, Vásárosnamény, 1993, 286 oldal, ISBN 963-04-3306-0
- Bűnszövetség – Elszámoltatás 2002-2010, Éghajlat Könyvkiadó, 2013, 198 oldal, ISBN 978-963-9862-59-3